# Fiji op de Olympische Zomerspelen 1996
Fiji nam deel aan de Olympische Zomerspelen 1996 in Atlanta, Verenigde Staten. Ook de negende deelname aan de Olympische Zomerspelen bleef zonder medailles.

## Deelnemers en resultaten

### Atletiek
| Olympiër                                                                | Onderdeel       | Resultaat | Prestatie               |
| ----------------------------------------------------------------------- | --------------- | --------- | ----------------------- |
| Jone Delai                                                              | 100m (m)        | 45e       | serie 10: 4de in 10,42  |
| Joe Naivalu                                                             | 110m horden (m) | 51e       | serie 4: 6de in 14,23   |
| Solomone Bole Jone Delai Soloveni Nakaunicina Henry Rogo                | 4x100m (m)      | 25e       | serie 3: 5de in 40,23   |
| Solomone Bole Isireli Naikelekelevesi Soloveni Nakaunicina Henry Semiti | 4x400m (m)      | 26e       | serie 1: 6de in 3.10,67 |
|                                                                         |                 |           |                         |
| Rachel Rogers                                                           | 100m horden (v) | 40e       | serie 5: 6de in 14,07   |

### Gewichtheffen
| Olympiër     | Onderdeel | Resultaat | Prestatie                                                    |
| ------------ | --------- | --------- | ------------------------------------------------------------ |
| Rupeni Varea | -83kg (m) | 17e       | trekken: 18de met 115kg stoten: 17de met 150kg totaal: 265kg |

### Judo
| Olympiër                    | Onderdeel | Resultaat | Prestatie                                      |
| --------------------------- | --------- | --------- | ---------------------------------------------- |
| Nacanieli Takayawa-Qerawaqa | -95kg (m) | 21e       | 1ste ronde: vrij 2de ronde: V van KAZ Shakimov |

### Zeilen
| Olympiër                   | Onderdeel   | Resultaat | Prestatie                                          |
| -------------------------- | ----------- | --------- | -------------------------------------------------- |
| Tony Philp                 | mistral (m) | 14e       | 85 punten: (9-13-7-11-PMS-14-25-16-15)             |
| Geoffrey Taylor            | finn (m)    | 31e       | 233 punten: (29-31-29-30-DNF-31-30-24-30-30)       |
|                            |             |           |                                                    |
| Roberta Lepper             | europe (v)  | 28e       | 244 punten: (27-28-28-25-28-25-28-28-27-28-DNC)    |
|                            |             |           |                                                    |
| Tiko Crofoot               | laser       | 54e       | 463 punten: (YMP-49-54-DNF-53-DNF-PMS-51-53-54-44) |
| Shayne Brodie Angus Pattie | tornado     | 18e       | 147 punten: (18-17-15-18-16-15-18-18-15-18-15)     |

### Zwemmen
| Olympiër           | Onderdeel           | Resultaat | Prestatie               |
| ------------------ | ------------------- | --------- | ----------------------- |
| Carl Probert       | 200m vrije slag (m) | 39e       | serie 1: 2de in 1.56,33 |
|                    |                     |           |                         |
| Caroline Pickering | 100m vrije slag (v) | 47e       | serie 1: 7de in 1.00,51 |

Afghanistan · Albanië · Algerije · Amerikaanse Maagdeneilanden · Amerikaans-Samoa · Andorra · Angola · Antigua‑Barbuda · Argentinië · Armenië · Aruba · Australië · Azerbeidzjan · Bahama's · Bahrein · Bangladesh · Barbados · België · Belize · Benin · Bermuda · Bhutan · Bolivia · Bosnië en Herzegovina · Botswana · Brazilië · Britse Maagdeneilanden · Brunei · Bulgarije · Burkina Faso · Burundi · Cambodja · Canada · Centraal-Afrikaanse Republiek · Chili · China · Chinees Taipei · Colombia · Comoren · Congo-Brazzaville · Cookeilanden · Costa Rica · Cuba · Cyprus · Denemarken · Djibouti · Dominica · Dominicaanse Republiek · Duitsland · Ecuador · Egypte · El Salvador · Equatoriaal-Guinea · Estland · Ethiopië · Fiji · Filipijnen · Finland · Frankrijk · Gabon · Gambia · Georgië · Ghana · Grenada · Griekenland · Groot-Brittannië · Guam · Guatemala · Guinee · Guinee-Bissau · Guyana · Haïti · Honduras · Hongarije · Hongkong · Ierland · IJsland · India · Indonesië · Irak · Iran · Israël · Italië · Ivoorkust · Jamaica · Japan · Jemen · Joegoslavië · Jordanië · Kaaimaneilanden · Kaapverdië · Kameroen · Kazachstan · Kenia · Kirgizië · Koeweit · Kroatië · Laos · Lesotho · Letland · Libanon · Liberia · Libië · Liechtenstein · Litouwen · Luxemburg ·  Macedonië · Madagaskar · Malawi · Malediven · Maleisië · Mali · Malta · Marokko · Mauritanië · Mauritius · Mexico · Moldavië · Monaco · Mongolië · Mozambique · Myanmar · Namibië · Nauru · Nederland · Nederlandse Antillen · Nepal · Nicaragua · Nieuw-Zeeland · Niger · Nigeria · Noord-Korea · Noorwegen · Oeganda · Oekraïne · Oezbekistan · Oman · Oostenrijk · Pakistan · Palestina · Panama · Papoea-Nieuw-Guinea · Paraguay · Peru · Polen · Portugal · Puerto Rico · Qatar · Roemenië · Rusland · Rwanda · Saint Kitts en Nevis · Saint Lucia · Saint Vincent en Grenadines · Salomonseilanden · Samoa · San Marino · Sao Tomé en Principe · Saoedi-Arabië · Senegal · Seychellen · Sierra Leone · Singapore · Slovenië · Slowakije · Soedan · Somalië · Spanje · Sri Lanka · Suriname · Swaziland · Syrië · Tadzjikistan · Tanzania · Thailand · Togo · Tonga · Trinidad en Tobago · Tsjaad · Tsjechië · Tunesië · Turkije · Turkmenistan · Uruguay · Vanuatu · Venezuela · Verenigde Arabische Emiraten · Verenigde Staten · Vietnam · Wit-Rusland · Zaïre · Zambia · Zimbabwe · Zuid-Afrika · Zuid-Korea · Zweden · Zwitserland